# Турска кућа, Лесковац
Турска кућа у улици Милоша Обилића у Лесковцу је споменик културе и непокретно културно добро Републике Србије. Настала је у 19. веку и једнан је од свега неколико објеката грађених у балканском стилу, која није била порушена након ослоађања Србије од Турака.

## Изглед
Ова кућа се састоји од два спрата, с тим што се виши спрат надвија целом дужином, налик еркеру. Фасада у белој боји је симетрична са по два прозра у приземљу и четири на спрату. Затворена тераса која се налази у централном делу, цела је у дрвету, са мноштво препознатљивих украса. Погледом навише уочавају се два оџака и кров на четири воде. Монументална капија од зазидане цигле и дрвета краси улазак у овај објекат. Некада је велики број кућа у Лесковцу био грађен у овом стилу, али је већина њих порушена, јер се веровало да је то одлика турског архитектонског стила.

## Историја
Кућа на адреси Милоша Обилића 1, нема тачан датум настанка, али се верује да је настала у 19. веку. Неколико пута, објекат је мењао намену, али и власике. Данашњи власник је откупио кућу 1992. године. У међувремену кућа је потпуно реконструисана. До скоро се у њој налазио ресторан Конак, а данас је ту дечји вртић.